# Fischerhäuser
Fischerhäuser ist ein Ortsteil der Gemeinde Ismaning und liegt im Norden des Landkreises München im Regierungsbezirk Oberbayern. Fischerhäuser grenzt an den Landkreis Freising im Norden und an den Landkreis Erding im Osten.
Der Ort hat 1267 Einwohner.
Fischerhäuser liegt etwa zehn Kilometer nordöstlich von München
und wird allgemein auch Grüne Heide genannt. Der Schörgenbach passiert die südliche Ortseinfahrt von Fischerhäuser.

## Geografie
Fischerhäuser grenzt an die Orte Erching (Gemeinde Hallbergmoos) 5 km im Norden, Ismaning 3 km im Süden, Garching bei München 4,5 km im Südwesten, Eichenried (Gemeinde Moosinning) 7 km im Osten und Finsing 8 km und Neufinsing (Gemeinde Finsing) 7 km im Südosten. 
Fischerhäuser liegt an der Gabelung von Straßen nach Erding und nach Freising.
Der Ort liegt an der Isar mit vielen Radwegen und befindet sich nahe der Landeshauptstadt München, in Oberbayern. Der Flughafen München liegt 10 km nordnordöstlich. Seit 2024 bietet der Isarsteg Garching–Fischerhäuser eine Verbindung mit dem Hochschul- und Forschungszentrum Garching.
Der Gedenkstein für die Opfer des Floßunglücks vom 21. Mai 1907 in den Isarauen zwischen Ismaning und Fischerhäuser gilt als Baudenkmal.

## Geschichte
Ursprünglich bestand der Ortsteil nur aus wenigen Häusern, einem Gasthaus und drei Bauernhöfen. Er hieß Grüne Heide; Heide wegen der unfruchtbaren Kiesböden, mit nur dünner Erdschicht, denn Fischerhäuser liegt ebenfalls auf dem Gebiet der Münchener Schotterebene. Schon in der Urkunde aus dem Jahr 750 wurde der von den Fagana dem Bistum Freising geschenkte Streifen Land, auf dessen Gebiet der Ort erbaut wurde, längs der Isar als Haide erwähnt. Auch 1795 heißt es: „Diese Haide ist nach einem Jahrtausend noch nicht mehr als eine Viehweide!“

## Einwohnerentwicklung

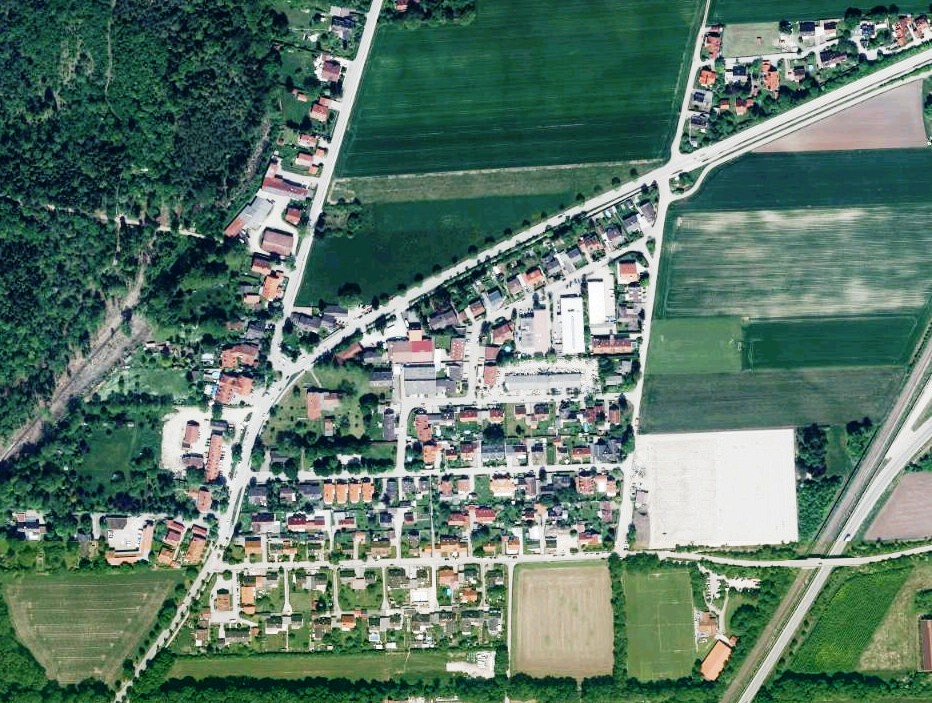
Fischerhäuser im Jahr 2012

Während Fischerhäuser im Jahr 1950 nur rund 300 Einwohner zählte, hat sich die Einwohnerzahl in der zweiten Hälfte des 20. Jahrhunderts fast verdreifacht, so dass der Ort 2011 schon 853 Einwohner zählte.
| Jahr | Einwohner |
| ---- | --------- |
| 1950 | 300       |
| 2011 | 853       |
| 2013 | 882       |
| 2015 | 891       |
| 2022 | 1267      |

## Kirche

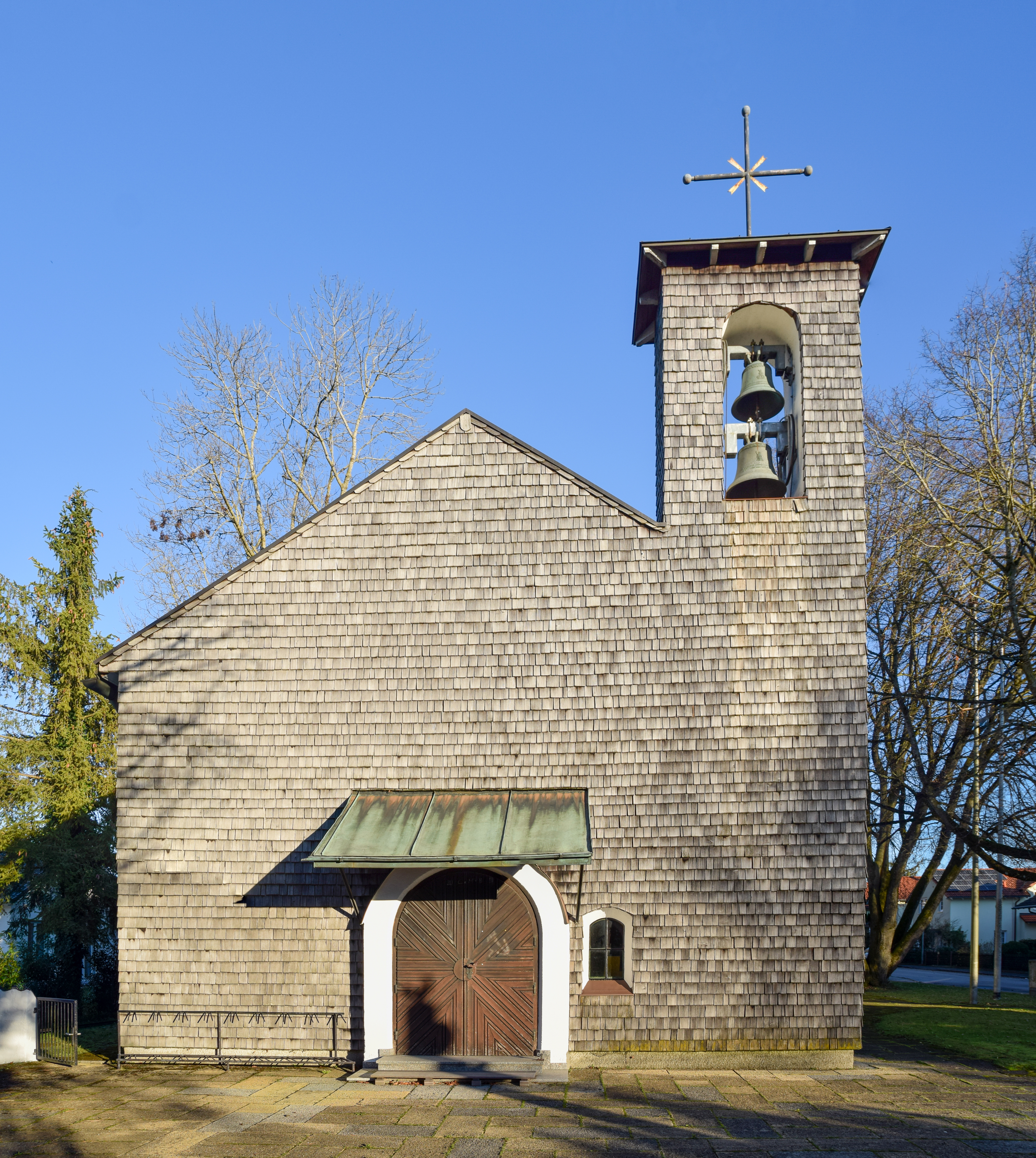
Die Filialkirche St. Koloman im Jahr 2022

Da der Ortsteil nach dem Zweiten Weltkrieg enorm wuchs, wurde im Mai 1952 der Grundstein zu einer eigenen katholischen Kirche St. Koloman gelegt. Die Kirche wurde am 14. September 1952 geweiht. Dies und die spätere Einweihung vollzog Weihbischof Johannes Neuhäusler. Sie trägt den Namen des Heiligen Sankt Koloman.

## Vereine
- SC Grüne Heide